# Jácara
Jácara (wahrscheinlich abgeleitet von jácaro „Schläger, Raufbold“) bezeichnet eine der Gattungen der Satire, die während der Pausen zwischen den Akten der Komödien des spanischen Goldenen Zeitalters (Siglo de Oro) vorgeführt wurden, sowie ein im gesamten spanischsprachigen Kulturraum verbreitetes musikalisches Genre populärer Lied- und Tanzformen.
Zwischen den Akten war es üblich, dass man kleine Zwischenspiele (spanisch entremeses) einfügte, die meist ausTänzen, Loas, oder eben Jácaras bestanden. Die Bühnenfiguren waren Delinquenten, Schelm, Zuhälter, Schönlinge oder Personen der Halbwelt. Sie betonte den scharfen Humor, unter Verwendung des Unterweltjargons der Germanía oder Jerigonza (Spielsprache), die trotz ihrer Sozialkritik Heiterkeit hervorrief. Eigentümlich war auch ein spezieller Tonfall beim Singen, genannt „de jácara“ oder „de jacarilla“, charakteristisch für diese Gattung. Pedro Calderón de la Barca, Francisco de Quevedo (deren Jácaras gegenüber den anderen herausragen) und viele andere kultivierten diese Gattung.
Als Instrumentalstück gehörte sie zum Repertoire der Barockgitarre im 17. Jahrhundert, so bei Antonio de Santa Cruz und 1694 bei Francisco Guerau (1649–1722). sowie 1732 bei Santiago de Murcia.
Vor ihrer Verwendung als Bühnenmusik existierte die Jácara schon als poetische Komposition im Bänkellied, mit dem gleichen Tonfall und den gleichen Themen, wie oben angesprochen.
Beispiel:
Ya está metido en la trena
Tu querido Escarramán...
Quevedo.